# Bisnius fimetarius
Bisnius fimetarius (лат.) — вид жуков-стафилинидов из подсемейства Staphylininae. Распространён в Европе, Северной Африке, на Кавказе, в Турции, Казахстане, Индии и Канаде.
Жуки проявляют активность в дневное солнечное время, когда они быстро передвигаются по земле и торопливо летают. Если их потревожить то они торопятся заползти под или внутрь сухого материала, или стараются улететь.